# ゲオルク・クリスティアン・フランツ・フォン・ロプコヴィッツ

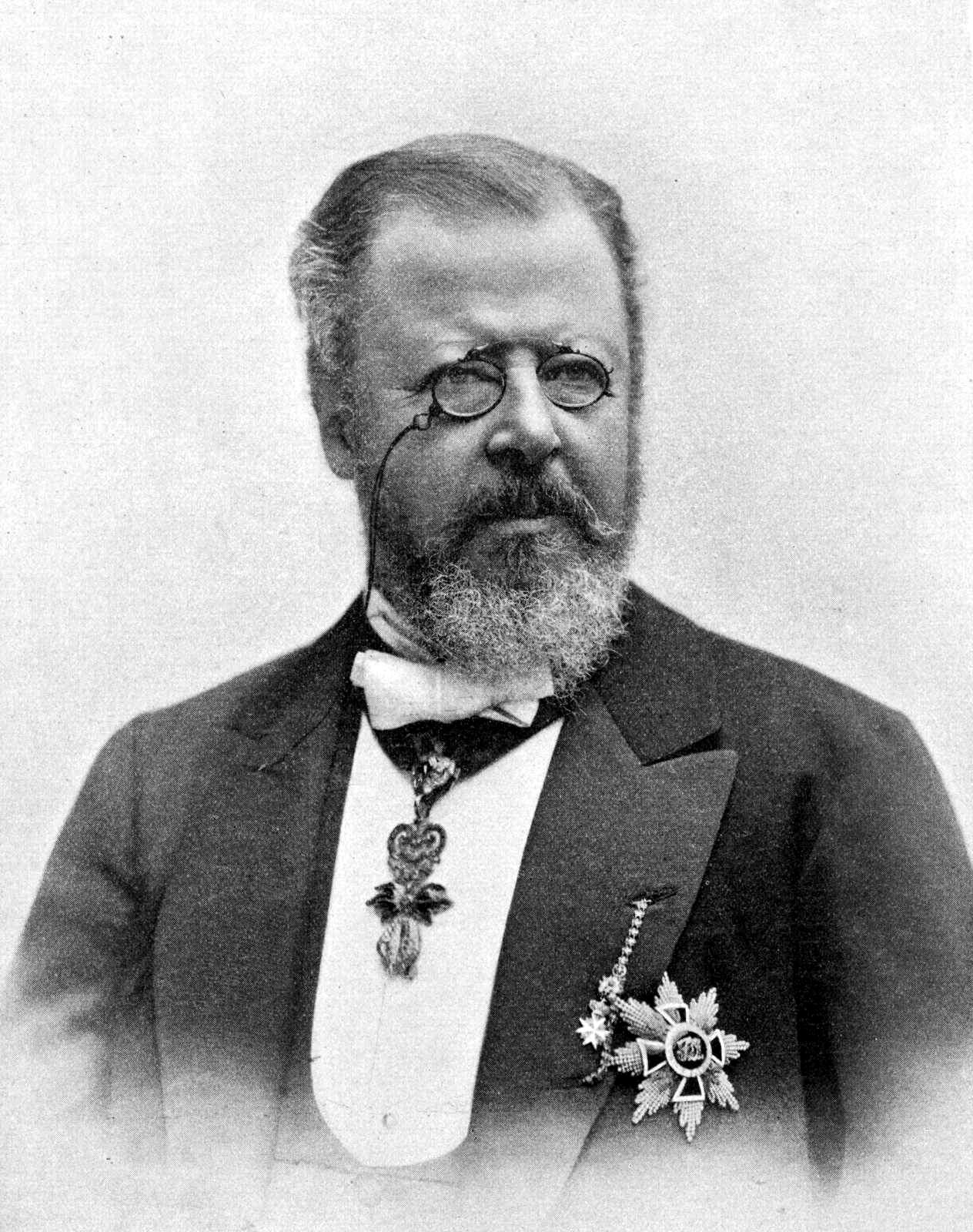
ゲオルク・クリスティアン・フォン・ロプコヴィッツ侯爵

ゲオルク・クリスティアン・フランツ・フォン・ロプコヴィッツ（独:Georg Christian Franz Fürst von Lobkowitz, 1835年5月14日 ウィーン - 1908年12月22日 プラハ）は、オーストリア＝ハンガリー（二重帝国）のボヘミア系貴族、政治家。侯爵。
アウグスト・フォン・ロプコヴィッツ侯爵（August Fürst von Lobkowicz, 1797年 - 1848年）とその妻で兄系シュヴァルツェンベルク侯ヨーゼフ2世の娘であるベルタの間の次男として生まれた。ヨハン・ゲオルク・クリスティアン・フォン・ロプコヴィッツ元帥の玄孫にあたる。1864年5月22日にウィーンにおいて、リヒテンシュタイン侯アロイス2世の娘アンナ（1846年 - 1924年）と結婚し、間に12人の子女をもうけた。1903年に金羊毛騎士団の騎士となった。
学業を終えたのち官僚となるが、内務大臣アントン・フォン・シュマーリングの中央集権政策に反対して退官し、故郷に帰って広大な所領の経営に専念した。1860年代以降、帝国の政治的諸問題に関心を向けるようになり、保守派のボヘミア大貴族の利益を守ろうと努めた。1871年以降、オーストリア・ボヘミア和協構想を推進する動きに同調した。
ボヘミア州議会の議員（在職1865年 - 1872年、1883年 - 1907年）を長く務め、2度にわたって州議会議長（在任1871年 - 1872年、1883年 - 1907年）の座を占めた。1883年以降はオーストリア貴族院の世襲議員席を与えられた。